# Шарвар
Шарвар (венг. Sárvár) — город на западе Венгрии в медье Ваш. Второй по населению город медье после столицы. Расположен в двадцати пяти километрах от столицы медье — города Сомбатхея. Население — 15 545 человек (2001). Бальнеологический курорт.

## Население
| Год  | Численность | Численность |
| ---- | ----------- | ----------- |
| 2013 | 14 812      | [ 2 ]       |
| 2014 | 14 763      | [ 3 ]       |
| 2018 | 15 072      | [ 4 ]       |
| 2021 | 14 931      | [ 5 ]       |
| 2022 | 14 314      | [ 6 ]       |
| 2023 | 15 003      | [ 7 ]       |
| 2024 | 14 200      | [ 1 ]       |

## Города-побратимы
- Штайнхайм-на-Муре, Германия

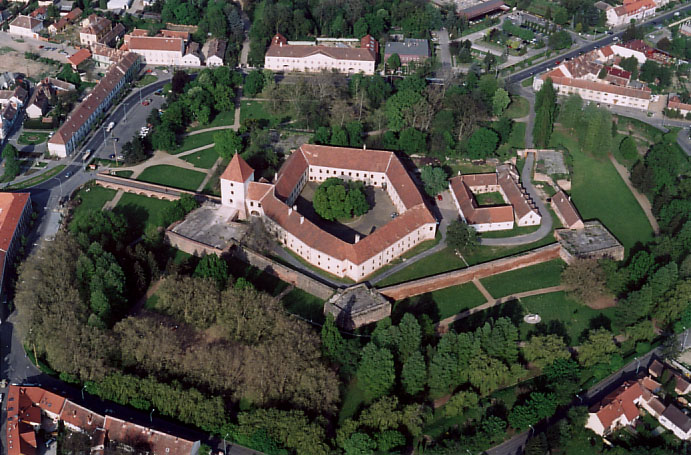
Замок в Шарваре